# John Van Engen
John H. Van Engen (* 23. August 1947) ist ein US-amerikanischer Mittelalterhistoriker.

## Leben
Er absolvierte das Calvin College mit einem BA und die University of California, Los Angeles mit einem Doktortitel (1976), wo er bei Gerhart Ladner studierte. Er studierte auch an der Universität Heidelberg bei Peter Classen. Er trat 1977 in die Fakultät der University of Notre Dame ein und war dort von 1986 bis 1998 Direktor des dortigen Mittelalterinstituts. 2017 trat er in den Ruhestand.
Er forscht zu Mönchtum, Frauenschrift, Schulen und Universitäten, Inquisition, kanonischem Recht, Reformvorstellungen und allgemeiner mittelalterlicher religiöser Kultur.

## Schriften (Auswahl)
- Rupert of Deutz. Berkeley 1983, ISBN 0-520-04577-7.
- Devotio Moderna. Basic writings. New York 1988, ISBN 0-8091-0403-2.
- Educating people of faith. Exploring the history of Jewish and Christian communities. Grand Rapids 2004, ISBN 0-8028-4936-9.
- Sisters and Brothers of the Common Life. The Devotio Moderna and the World of the Late Middle Ages. Philadelphia 2008, ISBN 0-8122-4119-3.